# Mesasippus ammophilus
Mesasippus ammophilus är en insektsart som beskrevs av Bei-bienko 1948. Mesasippus ammophilus ingår i släktet Mesasippus och familjen gräshoppor. Inga underarter finns listade i Catalogue of Life.